# El pitjor treball de ma vida
El pitjor treball de ma vida (títol original en francès, Maison de retraite) és una pel·lícula de comèdia francesa del 2022 dirigida per Thomas Gilou i escrita per Kev Adams i Catherine Diament sobre un orfe que es passa al crim i que és condemnat a serveis comunitaris en una residència de jubilats. La pel·lícula va ser seguida per la seqüela Maison de retraite 2. S'ha doblat al valencià per a À Punt.

## Repartiment
- Kev Adams com a Milann Rousseau
- Gérard Depardieu com a Lino Vartan
- Daniel Prévost com Alfred de Gonzague
- Mylène Demongeot com a Simone Tournier
- Jean-Luc Bideau com a Edmond Van de Wer
- Liliane Rovère com a Sylvette Leroux
- Firmine Richard com a Fleurette Jean-Marie
- Marthe Villalonga com a Claudine Valège
- Marianne Garcia com a Léontine
- Antoine Duléry com a Daniel Ferrand
- Jarry com a Alban
- Manda Touréas com a Marion